# Phreatia padangensis
Phreatia padangensis är en orkidéart som beskrevs av Rudolf Schlechter. Phreatia padangensis ingår i släktet Phreatia och familjen orkidéer. Inga underarter finns listade i Catalogue of Life.